# Sedem grških modrecev
Sedem grških modrecev.

## Začetki filozofije
Začetki filozofije segajo k mitu. Mit (μῦϑος) je pripoved v prispodobi o moralnih, fizikalnih ali kozmogoničnih (kozmogonija = nastanek sveta) dogodkih, navadno v obliki epskih pesnitev. Zanjo je značilno, da se zadovolji z opisom in ne išče racionalne utemeljitve za opis stvari ali dogodkov, temveč so ti utemeljeni v ravnanju bogov.
V 7. stoletju pr. n. št. se je pri Grkih razvila nova usmeritev v načinu opisovanja in razlaganja sveta, s čimer se je začel razvoj evropske misli. Nič več niso verjeli, da so božanske sile vzrok za nastanek sveta in za naravne pojave, ampak so za to iskali znanstveno razlago. V ta namen so opazovali naravo, kombinirali nastale vtise in tako prišli do svojih teorij, ki so bile včasih prav drzne. Ni naključje, da je ta novi način razmišljanja nastal tam, kjer so Grki po trgovskih poteh ali v okviru obširnega kolonizacijskega gibanja prihajali v stik s tujimi ljudstvi in deželami: v grških kolonijah Male Azije in spodnje Italije. Utemeljitelji te miselne usmeritve so se sprva imenovali veščaki (σοϕοί), šele kasneje pa nekoliko bolj zadržano prijatelji znanja (ϕιλόσοϕοι).
 Značilnosti:
- so prvi filozofi
- Aristotel jih je poimenoval tudi 'naravoslovci' - poskušali so podati razumno razlago sveta oziroma narave (ϕύσις)
- oddaljijo se od mita
- poskušali so odkriti prvo počelo (ἀρχή) - bili so prepričani, da iz nič ne more nič nastati

Ἀρχή (počelo) = prasnov, počelo povezovanja vsega, začetek vsega, večno in neminljivo, božansko, ki vsemu vlada

## Sedmerica modrih
- Tales (Θαλῆς ὁ Μιλήσιος)
- Anaksimander (Ἀναξίμανδρος)
- Bias (Βίας)
- Solon (Σόλων)
- Periander (Περίανδρος)
- Kleobul (Κλεόβουλος)
- Hilon (Χείλος)
- Pitakos (Πιττακός)